# Furina ornata
Furina ornata — вид отруйних змій родини аспідових (Elapidae). Ендемік Австралії.

## Поширення і екологія
Furina ornata мешкають на більшій частині Австралії, за винятком півдня і південного сходу, на території Західної Австралії, Північної Території, Південної Австралії і Квінсленда. Вони живуть в тропічних лісах, саванах, склерофільних рідколіссях, напівпустелях і пустелях, часто поблизу термітників. Ведуть нічний спосіб життя. Живляться плазунами. Відкладають яйця, в кладці 4 яйця.